# Герфорд Тауншип (округ Беркс, Пенсільванія)
Герфорд Тауншип (англ. Hereford Township) — селище (англ. township) в США, в окрузі Беркс штату Пенсільванія. Населення — 2962 особи (2020).

## Демографія
Згідно з переписом 2010 року, у селищі мешкало 2997 осіб у 1200 домогосподарствах у складі 869 родин. Було 1263 помешкання
Расовий склад населення:
| - 96,8 % — білих - 0,5 % — азіатів - 0,2 % — чорних або афроамериканців - 0,1 % — корінних американців - 1,2 % — осіб інших рас |

До двох чи більше рас належало 1,2 %. Частка іспаномовних становила 2,1 % від усіх жителів.
За віковим діапазоном населення розподілялося таким чином: 19,7 % — особи молодші 18 років, 63,4 % — особи у віці 18—64 років, 16,9 % — особи у віці 65 років та старші. Медіана віку мешканця становила 46,7 року. На 100 осіб жіночої статі у селищі припадало 101,0 чоловіків;  на 100 жінок у віці від 18 років та старших — 100,3 чоловіків також старших 18 років.
Середній дохід на одне домашнє господарство  становив 90 441 долар США (медіана — 67 605), а середній дохід на одну сім'ю — 98 077 доларів (медіана — 69 110). Медіана доходів становила 56 940 доларів для чоловіків та 41 546 доларів для жінок. За межею бідності перебувало 3,8 % осіб, у тому числі 1,4 % дітей у віці до 18 років та 2,7 % осіб у віці 65 років та старших.
Цивільне працевлаштоване населення становило 1405 осіб. Основні галузі зайнятості: виробництво — 24,0 %, освіта, охорона здоров'я та соціальна допомога — 20,7 %, роздрібна торгівля — 14,0 %, науковці, спеціалісти, менеджери — 10,9 %.